# Гуммадов, Оразмурад
Оразмурад Гуммадов (туркм Orazmyrat Gummadow; 25 сентября 1941 — 20 апреля 2021) — туркменский актёр, сценарист, режиссёр и театральный деятель. Народный артист Туркменистана (2009).

## Биография
Родился 25 сентября 1941 года в поселке Кесе-Яп Сакар-Чагинского района Марыйской области ТССР.
С 1958 года работал в Марыйском областном театре, затем в Театре юного зрителя г. Ашхабада (ныне Туркменский молодёжный театр имени Алп Арслана), Государственном русском драматическом театре имени А. С. Пушкина. Режиссировал телеспектакли на Ашхабадском телевидении. Автор ряда документальных фильмов.
В 1964 году — окончил актерский факультет ГИТИСа.
В 1973 году — окончил режиссерский факультет ВГИКа (мастерская Л. Кулешова).
Впоследствии преподавал актерское мастерство в Туркменском Государственном институте культуры.

## Творчество

### Роли в кино
- 1996 — «Аромат желаний» — киномеханик (пр-во «Яшлык» Туркменистан)
- 1990 — «Смерть прокурора» — эпизод (реж. Усман Сапаров, «Туркменфильм»)
- 1990 — «Принц-привидение» — эпизод (пр-во к/с «Туркменфильм»)
- 1990 — «Мускал» — капитан милиции Аширов (пр-во к/с «Туркменфильм». Премьера на Центральном телевидении в Москве состоялась 6 октября 1990 года)
- 1988 — «Сказка о волшебном бисере» — эпизод (пр-во к/с «Туркменфильм», по заказу Гостелерадио СССР)
- 1987 — «Не хочу быть прохожим» — дядя Максуд (пр-во к/с «Туркменфильм» по заказу Гостелерадио СССР)
- 1981 — «Утренние всадники» — Гулам («Туркменфильм»)
- 1977 — «Люся» («Туркменфильм» по заказу Гостелерадио СССР)

### Режиссерские работы в кино
- 1996 — «Судный день» (Туркменская ССР)
- 1992 — «Кемине» (пр-во «Илхам» Туркменская ССР).
- 1977 — «Люся»

### Киносценарии
- 1996 — «Судный день»
- 1992 — «Кемине»

## Призы и награды
- Медаль «За любовь к Отечеству»
- Народный артист Туркменистана (2009)
- Приз «За сохранение национальных традиций в киноискусстве» (за к/ф «Кемине») на международном кинофестивале «Серебряный полумесяц—92» (Ашхабад)
- Приз Международного Ташкентского кинофестиваля (за к/ф «Кемине»)